# J. Harrison Ghee
J. Harrison Ghee (nacido el 16 de junio de 1989) es una persona dedicada a la actuación, canto y baile estadounidense, se le conoce por su trabajo en Broadway. Originó el papel de Andre Mayem en Mrs. Doubtfire, un papel que también interpretó en el 5th Avenue Theatre en un compromiso fuera de la ciudad en 2019. También ha recibido reconocimiento por su interpretación de Lola en Kinky Boots. En diciembre de 2022, originó el papel de Jerry/Daphne en Some Like It Hot, un musical teatral basado en la película de 1959 del mismo nombre. Ganó el premio Tony en 2023 al mejor actor principal en un musical por su actuación, y Ghee, junto con Alex Newell, se convirtieron en los primeros artistas abiertamente no binarios en ganar premios Tony.

## Primeros años
Ghee creció con un padre pastor bautista del sur y un educador en Fayetteville, Carolina del Norte. Comenzó a tocar el violonchelo en la escuela primaria y luego cambió a tocar el bajo. Ghee luego aprendió a tocar el trombón, para poder estar en la banda de música de EE Smith High School. Después de graduarse de la escuela secundaria en 2007, Ghee asistió a la American Musical and Dramatic Academy. Ghee probó por primera vez el drag en la universidad cuando interpretó a una luchadora.

## Carrera teatral
Ghee empezó a trabajar profesionalmente en Tokyo Disneyland y en cruceros. En Tokyo, Ghee empezó a crear su personaje de drag, Crystal Demure. Cuando Ghee realizó la audición para Motown, tomó la oportunidad para compartir con los directores del casting, quienes también trabajaron en Kinky Boots, su historia u la conexión con el personaje de Kinky Boots Lola y finalmente se le eligió como Lola en su debut en Broadway. Ghee fue el primer artista de drag en el papel. Ghee finalmente se unió a la gira nacional del show.
Ghee se unió al elenco de Mrs. Doubtfire, y comenzó los avances antes del cierre de Broadway en 2020. En 2021, Ghee actuó como Velma Kelly en la producción de Chicago de The Muny, antes de originar el papel de Andre cuando Mrs. Doubtfire abrió.
En 2022, Ghee se unió al elenco de Some Like It Hot. Está interpretando a Jerry/Daphne, el papel interpretado por Jack Lemmon en la película.
En 2023, Ghee y Alex Newell se convirtieron en los primeros actores abiertamente no binarios en ser nominados y ganar los premios Tony.

## Vida personal
Ghee es de género no binario y pansexual, y usa los pronombres en inglés he/she/they.

## Filmografía
| Year | Title                        | Role   | Notes                    |
| ---- | ---------------------------- | ------ | ------------------------ |
| 2018 | High Maintenance             | Carl   | Episode: "Globo"         |
| 2019 | "Heather Mae: Be Not Afraid" | Dancer | Music Video              |
| 2019 | Raising Dion                 | Kwame  | 7 episodes               |
| 2021 | Over My Dead Body            | Jackée | Short Film               |
| 2023 | Accused                      | Robyn  | Episode: "Robyn's Story" |